# Związek Gospodarczy Zawodów Miejskich
Związek Gospodarczy Zawodów Miejskich (niem. Wirtschaftsverband Städtischer Berufe) – organizacja  mniejszości narodowej niemieckiej w Polsce, działająca w okresie II Rzeczypospolitej.

## Historia
Związek powstał 24 lipca 1927 roku w Bydgoszczy po połączeniu „Stowarzyszenia na rzecz przemysłu, handlu i wolnych zawodów”  (niem. Verband für Gewerbe, Handel und Freie Berufe) i „Stowarzyszenia niemieckich rzemieślników w Polsce” (niem. Verband deutscher Handwerker in Polen). Związek zrzeszał w 1928 roku około 1 600 kupców i rzemieślników niemieckich z województwa pomorskiego i obwodu nadnoteckiego. Silne wpływy w związku miało Zjednoczenie Niemieckie.